# Shaun Keeling
Shaun Keeling (Krugersdorp, 21 gennaio 1987) è un canottiere sudafricano, vincitore della medaglia d'argento nel 2 senza a Rio de Janeiro 2016 in coppia con Lawrence Brittain.

## Palmarès
- Giochi olimpici

Rio de Janeiro 2016: argento nel 2 senza.
- Campionati del mondo di canottaggio

Amsterdam 2014: bronzo nel 2 senza.